# Albatros L 72
L'Albatros L 72 era un monomotore da trasporto biplano realizzato dall'azienda tedesca Albatros Flugzeugwerke GmbH negli anni venti ed utilizzato sia nei voli di linea che in quelli di trasporto merci.

## Storia del progetto
Come altri velivoli tedeschi ideati nel periodo, l'L 72 non venne progettato ad uso esclusivamente civile ma in funzione di una possibile veloce trasformazione militare, presumibilmente come bombardiere.
Tuttavia, a causa delle restrizioni imposte dal Trattato di Versailles come conseguenza della sconfitta dell'Impero tedesco nella prima guerra mondiale, venne ufficialmente presentato sul mercato come aereo civile da trasporto passeggeri, pur se in realtà venne approntato per il trasporto veloce di prodotti editoriali, inizialmente richiesto dalla rivista tedesca Ullstein-Verlag.

## Tecnica
L'L 72 manteneva un aspetto piuttosto convenzionale per l'epoca; monomotore, biplano, carrello fisso.
La fusoliera era realizzata in tecnica mista, con telaio in tubi d'acciaio saldati ricoperti di pannelli in legno e tela, e presentava un abitacolo di pilotaggio aperto collocato superiormente dal quale si poteva manovrare un ingegnoso sistema per la consegna in volo delle riviste imballate. I giornali venivano caricati imballati in apposite scaffalature ricavate nella parte posteriore e tramite un meccanismo, comandato dagli stessi piloti, veniva scelto il pacco da consegnare che veniva espulso, a ridotta velocità ed altitudine, da un portello situato sotto la fusoliera stessa. Posteriormente terminava in un impennaggio caratterizzato da un unico piano orizzontale posto davanti al piano verticale completamente mobile che riuniva in sé sia le funzioni di deriva, sia quelle di timone.
La configurazione alare era biplana, caratterizzata dall'ala superiore montata a parasole e l'inferiore bassa, di forma e dimensioni identiche, collegate tra loro da singoli montanti tubolari integrati da tiranti in filo d'acciaio mentre la superiore era fissata centralmente alla fusoliera tramite un castello tubolare. Il carrello d'atterraggio era fisso, di costruzione molto semplice, collegato tramite una struttura tubolare alla parte inferiore della fusoliera integrato posteriormente da un pattino d'appoggio. la propulsione è affidata ad un BMW IV, un motore aeronautico a 6 cilindri in linea raffreddato ad acqua capace di erogare 250 CV (184 kW) ed abbinato ad un'elica bipala in legno.

## Versioni
L 72a
prototipo.
L 72b
versione realizzata in due esemplari, matricola D-888 e D-890, approntati per il trasporto e la consegna in volo dei giornali. Consegnati alla Ullstein-Verlag l'8 aprile 1926 sull'aviosuperfice di Johannisthal, Berlino.
L 72c Albis
versione rivista approntata nel 1927 per il quotidiano Hamburger Fremdenblatt. L'unico esemplare realizzato, matricola D-1140, entrò in servizio nel 1928.

## Utilizzatori
Germania
- Deutsche LuftHansa (DLH)

nel 1937 acquisisce i tre esemplari integrandoli nella sua flotta.